# Matisse Samoise
Matisse Samoise (Gent, 21 november 2001) is een Belgisch voetballer die onder contract ligt bij AA Gent. Samoise is een middenvelder.

## Clubcarrière
Samoise, die opgroeide in de buurt van het Jules Ottenstadion, is een jeugdproduct van KAA Gent. In 2008 ruilde hij de jeugdopleiding van KFC Merelbeke voor die van Gent. Daar leek hij bij de U15 aanvankelijk te mogen beschikken. "We speelden een enorm slecht seizoen en in de winter stond mijn naam in het rood aangeduid. Te tenger en te klein, was het oordeel. In februari nam Frédéric Dupré over als trainer en hebben we een remonte ingezet. Hij zag wel iets in mij en heeft het bestuur overtuigd mij te houden", liet hij daar later over optekenen.
Op 29 september 2020 maakte hij onder Wim De Decker zijn officiële debuut in het eerste elftal van KAA Gent tijdens de Champions League-kwalificatiewedstrijd tegen Dinamo Kiev, waarin hij in de 74e minuut inviel voor Laurent Depoitre. Een dag later verlengde hij zijn contract bij Gent tot medio 2022, met optie op nog een extra seizoen. Nog later die week, op zondag 4 oktober 2020, scoorde hij bij zijn competitiedebuut tegen Beerschot VA zijn eerste profdoelpunt. 
Onder Hein Vanhaezebrouck kreeg Samoise op 3 februari 2021 zijn eerste basisplaats bij AA Gent in de bekerwedstrijd tegen KFC Heur-Tongeren, hij was hierin goed voor een goal en een assist. Samoise, wiens optie op een extra seizoen reeds in november werd gelicht, kreeg in de Europe play-offs vier basisplaatsen op rij van trainer Vanhaezebrouck.
In het seizoen 2021/22 groeide Samoise onder trainer Hein Vanhaezebrouck uit tot een basisspeler.  

## Clubstatistieken
| Seizoen         | Club            | Land            | Competitie         | Competitie | Competitie | Beker | Beker | Europees | Europees | Totaal | Totaal |
| Seizoen         | Club            | Land            | Competitie         | Wed.       | Dlp.       | Wed.  | Dlp.  | Wed.     | Dlp.     | Wed.   | Dlp.   |
| --------------- | --------------- | --------------- | ------------------ | ---------- | ---------- | ----- | ----- | -------- | -------- | ------ | ------ |
| 2020/21         | AA Gent         | Vlag van België | Jupiler Pro League | 9          | 1          | 1     | 1     | 1        | 0        | 11     | 2      |
| 2021/22         | AA Gent         | Vlag van België | Jupiler Pro League | 32         | 2          | 5     | 0     | 8        | 0        | 45     | 2      |
| 2022/23         | AA Gent         | Vlag van België | Jupiler Pro League | 33         | 2          | 2     | 0     | 11       | 0        | 36     | 2      |
| Carrière totaal | Carrière totaal | Carrière totaal | Carrière totaal    | 74         | 5          | 8     | 1     | 20       | 0        | 102    | 6      |

Bijgewerkt op 6 juni 2023

## Interlandcarrière
In november 2021 kreeg Samoise een eerste oproepingsbrief van Jacky Mathijssen voor de Belgische beloften naar aanleiding van de EK-kwalificatiewedstrijden tegen Turkije en Schotland. Samoise kwam hierin niet aan spelen toe. Ook voor de wedstrijd tegen Denemarken op 29 maart 2022, waarin België zich plaatste voor het EK –21 2023 in Roemenië en Georgië, was Samoise erbij.

## Erelijst
| Beker van België | 1x | 2021/22 |

## Trivia
- Op 16 september 2015 mocht Samoise als jeugdspeler voor de aftrap van de Champions League-groepswedstrijd tussen KAA Gent en Olympique Lyon mee het veld op om met de UEFA-vlag te zwaaien.[2]
- Samoise is volgens zijn grootouders aangetrouwde en verre familie van Armand Seghers, die werd uitgeroepen tot Buffalo van de Eeuw.[11]